# الفصل الأول من ميثاق الأمم المتحدة
يشرح الفصل الأول من ميثاق الأمم المتحدة أهداف ومقاصد الهيئة. كما يشدد على دور الأمم المتحدة في الحفاظ على الأمن والسلام العالميين. كما تعارض الأمم المتحدة في المادة الثانية من الفصل الأول استخدام القوة في حل المنازعات.

## مقاصد الهيئة ومبادئها

### المادة 1
1. حفظ السلم والأمن الدولي، وتحقيقاً لهذه الغاية تتخذ الهيئة التدابير المشتركة الفعّآلة لمنع الأسباب التي تهدد السلم ولإزالتها، وتقمع أعمال العدوان وغيرها من وجوه الإخلال بالسلم، وتتذرّع بالوسائل السلمية، وفقاً لمبادئ العدل والقانون الدولي، لحل المنازعات الدولية التي قد تؤدي إلى الإخلال بالسلم أو لتسويتها.
2. إنماء العلاقات الودية بين الأمم على أساس احترام المبدأ الذي يقضي بالتسوية في الحقوق بين الشعوب وبأن يكون لكل منها تقرير مصيرها، وكذلك اتخاذ التدابير الأخرى الملائمة لتعزيز السلم العام.
3. تحقيق التعاون الدولي على حل المسائل الدولية ذات الصبغة الاقتصادية والاجتماعية والثقافية والإنسانية وعلى تعزيز احترام حقوق الإنسان والحريات الأساسية للناس جميعاً والتشجيع على ذلك إطلاقاً بلا تمييز بسبب الجنس أو اللغة أو الدين ولا تفريق بين الرجال والنساء.
4. جعل هذه الهيئة مرجعاً لتنسيق أعمال الأمم وتوجيهها نحو إدراك هذه الغايات المشتركة.

### المادة 2
تعمل الهيئة وأعضاؤها في سعيها وراء المقاصد المذكورة في المادة الأولى وفقاً للمبادئ الآتية:
1. تقوم الهيئة على مبدأ المساواة في السيادة بين جميع أعضائها.
2. لكي يكفل أعضاء الهيئة لأنفسهم جميعاً الحقوق والمزايا المترتبة على صفة العضوية يقومون في حسن نية بالالتزامات التي أخذوها على أنفسهم بهذا الميثاق.
3. يفض جميع أعضاء الهيئة منازعاتهم الدولية بالوسائل السلمية على وجه لا يجعل السلم والأمن والعدل الدولي عرضة للخطر.
4. يمتنع أعضاء الهيئة جميعاً في علاقاتهم الدولية عن التهديد باستعمال القوة أو استخدامها ضد سلامة الأراضي أو الاستقلال السياسي لأية دولة أو على أي وجه آخر لا يتفق ومقاصد «الأمم المتحدة»..
5. يقدّم جميع الأعضاء كل ما في وسعهم من عون إلى «الأمم المتحدة» في أي عمل تتخذه وفق هذا الميثاق، كما يمتنعون عن مساعدة أية دولة تتخذ الأمم المتحدة إزاءها عملاً من أعمال المنع أو القمع.
6. تعمل الهيئة على أن تسير الدول غير الأعضاء فيها على هذه المبادئ بقدر ما تقتضيه ضرورة حفظ السلم والأمن الدولي.
7. ليس في هذا الميثاق ما يسوغ ”للأمم المتحدة“ أن تتدخل في الشؤون التي تكون من صميم السلطان الداخلي لدولة ما، وليس فيه ما يقتضي الأعضاء أن يعرضوا مثل هذه المسائل لأن تحل بحكم هذا الميثاق، على أن هذا المبدأ لا يخلّ بتطبيق تدابير القمع الواردة في الفصل السابع.

## وصلات داخلية
- ميثاق الأمم المتحدة
- الأمم المتحدة

## انظر ايضاً
| ميثاق الأمم المتحدة                                                              |
| -------------------------------------------------------------------------------- |
|                                                                                  |
| الفصل الأول في مقاصد الهيئة ومبادئها                                             |
| الفصل الثاني فـي العضوية                                                         |
| الفصل الثالث فـي فروع الهيئـة                                                    |
| الفصل الرابع في الجمعيـة العـامة                                                 |
| الفصل الخامس في مجلـس الأمـن                                                     |
| الفصل السادس في حل المنازعات حلاً سلمياً                                           |
| الفصل السابع فيما يتخذ من الأعمال في حالات تهديد السلم والإخلال به ووقوع العدوان |
| الفصل الثامن في التنظيمات الإقليمية                                              |
| الفصل التاسع في التعاون الدولي الاقتصادي والاجتماعي                              |
| الفصل العاشر المجلس الاقتصادي والاجتماعي                                         |
| الفصل الحادي عشر تصريح يتعلق بالأقاليم غير المتمتعة بالحكم الذاتي                |
| الفصل الثاني عشر في نظام الوصاية الدولي                                          |
| الفصل الثالث عشر في مجلس الوصاية                                                 |
| الفصل الرابع عشر في محكمة العدل الدولية                                          |
| الفصل الخامس عشر في الأمـانة                                                     |
| الفصل السادس عشر أحكـام متنوعـة                                                  |
| الفصل السابع عشر في تدابير حفظ الأمن في فترة الانتقال                            |
| الفصل الثامن عشر في تعديل الميثاق                                                |
| الفصل التاسع عشر في التصديق والتوقيع                                             |

## وصلات خارجية
- موقع الأمم المتحدة بالعربية